# Robert Wilhelm Strehlenert
Robert Wilhelm Strehlenert, född 4 mars 1863 i Stockholm, död 29 september 1935 i Alingsås, var en svensk ingenjör och uppfinnare.
Strehlenert blev elev vid Kungliga Tekniska högskolan 1880 samt utexaminerades från dess mekaniska fackskola 1883. Efter praktisk verksamhet i USA 1883–1885 anlade han 1886 i Södertälje Sveriges första fabrik för tillverkning av elektriska koltrådsglödlampor, en verksamhet, som han sedermera flyttade till Stockholm och där bedrev till 1894, då den på grund av konkurrensen från de tyska elektrotekniska världsfirmorna måste nedläggas.
Omkring 1890 hade flera uppfinnare kommit på lösningar för omvandling av cellulosa till konstfiber. Alfred Nobel var delägare i en amerikansk affärssammanslutning för konstsilke i Paris och såg möjligheterna i att ersätta bomull med konstfiber. Han uppmuntrade Strehlenert som arbetade för Nobel i Paris och i San Remo 1892–1894 att utveckla ett konstsilke med bra hållfasthet i både torrt och vått tillstånd.
Strehlenert ställde ut prover på konstfiber och spinnmaskiner vid Allmänna konst- och industriutställningen i Stockholm 1897. Samma år fick Strehlenert patent på en metod att förstärka fibrerna med formalin vilket gav dem högre hållfasthet än bomull. Silkes-fabriks AB grundades av Strehlenert 1906 i Nol i Älvsborgs län, och upphörde 1912. Tillverkningen bestod i sönderdelning och bearbetning av bomullslump till cellulosanitrat. För att åstadkomma en användbar textiltråd denitrerades fibrerna i kalciumsulfhydratlösning. Tyg vävdes med konstsilke i inslaget medan varpen var av natursilke.
Strehlenert var inte så framgångsrik som entreprenör men bidrog med många innovationer inom belysning, konstsilke och pappersmassa. Han intresserade sig också för miljöfrågor som utsläpp från massaindustrin och förespråkade 1901 en central anstalt för utveckling av nya metoder. En sådan anstalt blev verklighet 1917 med Pappersmassekontoret. Stora mängder energi och cellulosarester lämnade fabrikerna med spillvattnet. Under senare år gjorde Strehlenert sig känd som uppfinnare av en metod att framställa ett bränsle, så kallat sulfitkol, ur avfallsluten från sulfitprocessen.
Strehlenert var en av de fyra personer som i november 1895 bevittnade Alfred Nobels testamente. 